# 2001 (album)
2001 (nazywany również The Chronic 2001 lub The Chronic II) – drugi studyjny album amerykańskiego rapera i producenta Dr. Dre. Album pokrył się siedmiokrotną platyną.
Dr. Dre zaprosił na niego takich gości, jak: Nate Dogg, Kurupt, RBX, Snoop Dogg, Xzibit, Eminem, Devin the Dude, Hittman, Knoc-Turn'al czy Royce da 5'9".

## Lista utworów
Za produkcję wszystkich utworów odpowiadają Dr. Dre oraz Mel-Man z wyjątkiem utworów "Still D.R.E" którego współproducentem jest Scott Storch oraz "The Message", którego samodzielnym producentem jest Lord Finesse. 
| Nr  | Tytuł utworu                                                                                            | Autor tekstu                                                                                  | Długość |
| --- | --- | --------------------------------------------------------------------------------------------- | ------- |
| 1.  | „Lolo (Intro)” (gość. Xzibit oraz Tray Deee)                                                            |                                                                                               | 0:41    |
| 2.  | „The Watcher”                                                                                           | Andre Young · Marshall Mathers                                                                | 3:26    |
| 3.  | „Fuck You” (gość. Devin the Dude oraz Snoop Dogg)                                                       | Young · Brian Bailey · Devin Copeland · Calvin Broadus                                        | 3:25    |
| 4.  | „Still D.R.E.” (gość. Snoop Dogg)                                                                       | Shawn Carter · Scott Storch                                                                   | 4:30    |
| 5.  | „Big Ego's” (gość. Hittman)                                                                             | Young · Bailey · Bradford · Storch · Tracy Curry · Richard Bembery                            | 3:58    |
| 6.  | „Xxplosive” (gość. Hittman, Kurupt, Nate Dogg oraz Six-Two)                                             | Young · Bailey · Ricardo Brown · Craig Longmiles · Nathaniel Hale · Chris Taylor              | 3:35    |
| 7.  | „What's the Difference” (gość. Xzibit oraz Eminem)                                                      | Bradford · Alvin Joiner · Mathers · Bembery · Stefan Harris                                   | 4:04    |
| 8.  | „Bar One (Skit)” (gość. Traci Nelson, Ms. Roq oraz Eddie Griffin)                                       |                                                                                               | 0:50    |
| 9.  | „Light Speed” (gość. Hittman)                                                                           | Young · Bailey · Brown                                                                        | 2:41    |
| 10. | „Forgot About Dre” (gość. Eminem)                                                                       | Mathers                                                                                       | 3:42    |
| 11. | „The Next Episode” (gość. Snoop Dogg)                                                                   | Young · Brown · Bailey · Bradford · Broadus                                                   | 2:41    |
| 12. | „Let's Get High” (gość. Hittman, Kurupt oraz Ms. Roq)                                                   | Young · Bailey · Mathers · Brown · Racquel Weaver                                             | 2:27    |
| 13. | „Bitch Niggaz” (gość. Snoop Dogg, Hittman oraz Six-Two)                                                 | Young · Bailey · Bradford · Broadus · Longmiles                                               | 4:13    |
| 14. | „The Car Bomb (Skit)” (gość. Mel-Man oraz Charis Henry)                                                 |                                                                                               | 1:00    |
| 15. | „Murder Ink” (gość. Hittman oraz Ms. Roq)                                                               | Young · Bailey · Weaver                                                                       | 2:28    |
| 16. | „Ed-Ucation” (gość. Eddie Griffin)                                                                      |                                                                                               | 1:32    |
| 17. | „Some L.A. Niggaz” (gość. Hittman, Defari, Xzibit, Knoc-turn'al, Time Bomb, King T, MC Ren oraz Kokane) | Young · Bailey · Joiner · Duane Johnson, Jr. · Royal Harbor · Marquese Holder · Roger McBride | 4:25    |
| 18. | „Pause 4 Porno (Skit)” (gość. Jake Steed)                                                               |                                                                                               | 1:32    |
| 19. | „Housewife” (gość. Kurupt oraz Hittman)                                                                 | Young · Bailey · Bradford · Brown · Curr                                                      | 4:02    |
| 20. | „Ackrite” (gość. Hittman)                                                                               | Young · Bailey · Bradford                                                                     | 3:39    |
| 21. | „Bang Bang” (gość. Knoc-turn'al oraz Hittman)                                                           | Young · Bailey · Mathers · Harbor                                                             | 3:42    |
| 22. | „The Message/Outro” (gość. Mary J. Blige oraz Rell)                                                     | Ryan Montgomery · Robert Hall, Jr. · Crystal Johnson                                          |         |
|     | |                                                                                               | 1:02:33 |

### Inne
- Jay-Z był ghostwriterem utworu "Still D.R.E".
- Utwór "What's the Difference" zawiera dodatkowe wokale Phisha.
- Utwór "The Next Episode" zawiera dodatkowe wokale Kurputa i Nate Dogga
- Utwór "Some L.A Niggaz" zawiera niewymienione wokale Hittmana.
- Utwór "The Message" zawiera niewymienione wokale Tommy'ego Chonga.